# یونیفرم نظامی

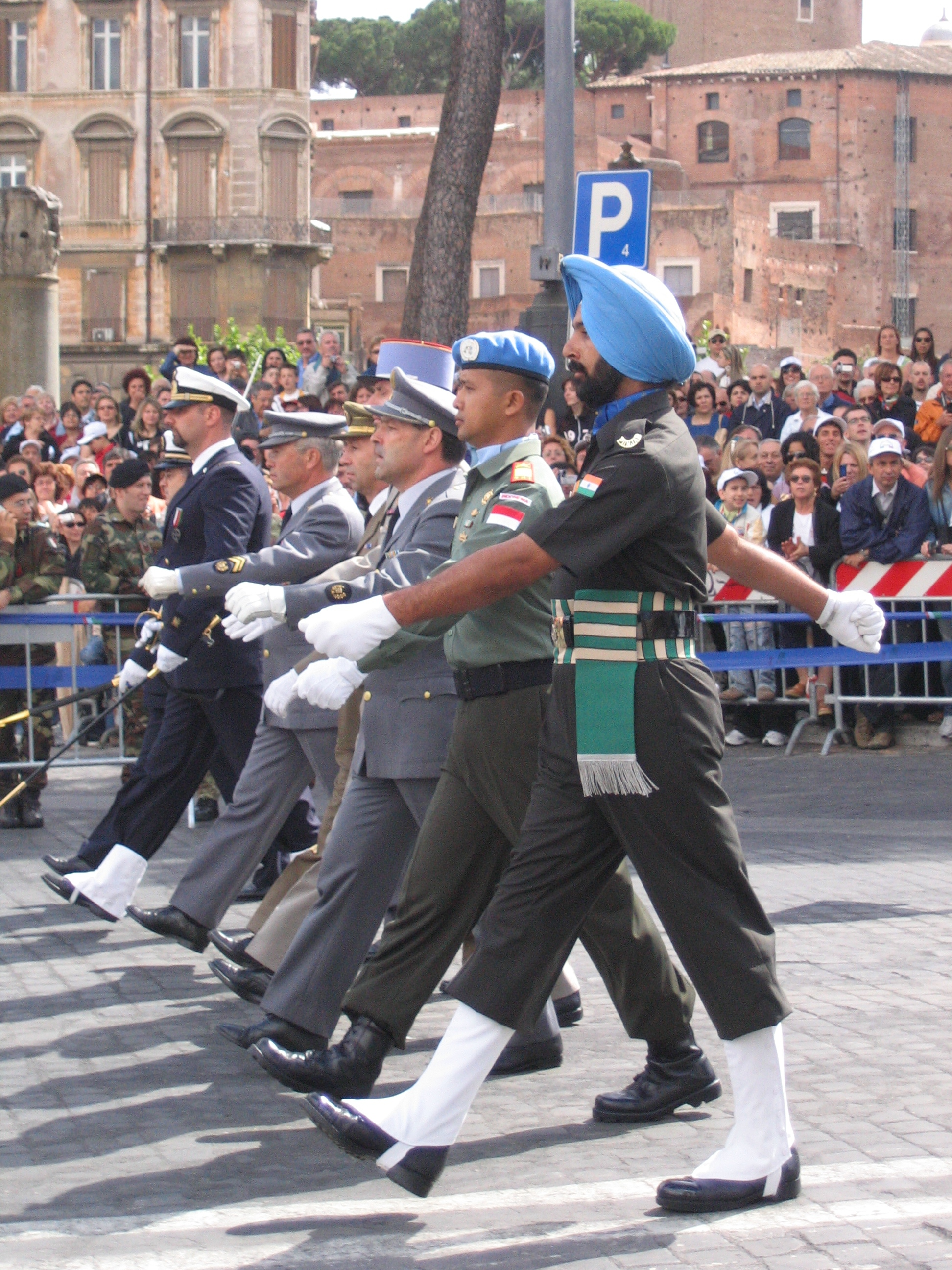
نیروهای مسلح ایتالیا، نیروهای مسلح فرانسه، نیروهای نظامی اسپانیا، نیروهای مسلح پرتغال، نیروهای مسلح ملی اندونزی و نیروهای مسلح هند، در رژه مشترک، با یونیفرم‌های مختص به خود دیده می‌شوند

یونیفرم نظامی (انگلیسی: Military uniform) یا لباس نظامی، یک لباس استاندارد است که توسط اعضای نیروهای مسلح و شبه‌نظامیان کشورهای مختلف پوشیده می‌شود. لباس‌ها و سبک‌های نظامی در طول قرن‌ها تغییرات قابل‌توجهی را پشت سر گذاشته‌اند، که از لباس‌های رنگارنگ و تزئین‌شده در قرن نوزدهم، تا لباس‌های استتار برای اهداف میدانی و جنگی در جنگ جهانی اول به بعد، متغیر می‌باشند. یونیفرم‌های نظامی به شکل لباس‌های استاندارد و متمایز می‌باشند، که برای شناسایی و نمایش مورد استفاده قرار می‌گیرند و اغلب نشانه‌ای از نیروهای نظامی سازمان یافته می‌باشند، که توسط یک دولت مرکزی تجهیز شده‌اند.